# Приключения поварёнка
«Приключе́ния поварёнка» (англ. The Adventures of Food Boy; другой вариант названия «Повели́тель еды́») — американская комедия режиссёра Дэйна Кэннона.

## Сюжет
У главного героя, старшеклассника Эзры, просыпается дар, который в его семье наследуется из поколения в поколение. Благодаря этому дару он может создавать любую еду практически из ничего. Этой великолепной способностью нужно учиться управлять, но Эзра, которого начинает обучать бабушка, не особо старается. Он, чтобы завоевать популярность среди одноклассников, участвует в представлениях, создавая еду, которые зрители считают хорошо отрепетированными фокусами. Но так как подобного рода "кулинария" требует больших усилий, то часто этот процесс выходит у него из-под контроля, заполняя всё вокруг каким-нибудь соусом или другой пищей. Таким образом, вместо того, чтобы повышать популярность героя, происходит всё наоборот, принося ему ещё больше хлопот, чем прежде. Но приходит время, когда парню придётся сделать выбор — навсегда отказаться от своего дара или же попытаться развить его на благо человечества.

## В ролях
- Лукас Грейбил — Эзра
- Бриттани Каррен — Шелби
- Кунал Шарма — Джоэл
- Джефф Брейн — Дилан
- Ной Бастиан — Гаррет
- Джойс Коэн — бабушка